# Matthias Kaburek
Matthias Kaburek (* 9. Februar 1911 in Wien; † 17. Februar 1976) war ein österreichischer Fußballspieler auf der Position eines Stürmers. Mit seinem Stammverein Rapid konnte er unter anderem den Mitropapokal 1930 gewinnen und 1935 österreichischer Torschützenkönig werden. Während des Zweiten Weltkrieges gewann der ehemalige österreichische Nationalspieler zudem 1941 die deutsche Meisterschaft und wurde auch ins reichsdeutsche Team einberufen.

## Karriere

### Mitropacupsieger 1930
Matthias Kaburek wechselte 1928 von den drittklassigen Cricketern zur Rapid nach Hütteldorf. Bereits in seiner ersten Saison bei den Grün-Weißen wurde der 17-jährige Stürmer Meister und kam bis ins österreichische Cupfinale, wo er zwar ein Tor erzielen konnte, sich letztendlich dennoch der Vienna mit 2:3 geschlagen geben musste. In der folgenden Saison konnte Matthias Kaburek seinen Erfolg mit den Hütteldorfern in der Meisterschaft wiederholen uns sogar ins Mitropacupfinale, dem Finale des Vorläuferwettbewerbs des Europapokals, einziehen. Der Gegner hieß Sparta Prag, den zahlreiche von Kabureks Klubkollegen bereits im Mitropapokalfinale 1927 unterlegen waren.
Das Hinspiel konnte die Rapidler in Prag mit 2:0 gewinnen, in Rückspiel brachte sie ein Tor von Matthias Kaburek mit 1:0 in Front. Johann Luef leitete einen Pass von Pepi Smistik an den Mittelstürmer weiter, der elegant den Prager Ctyroky überspielte und scharf einschoss. Die Hütteldorfer verloren letztendlich das Spiel zwar mit 2:3 waren dank des bessern Torverhältnis jedoch der erste österreichische Mitropacupsieger.

### Nationalmannschaft und Intermezzo in Frankreich
Anfang der 1930er Jahre konnte sich Kabureks Mannschaft nur noch schwer national gegen die Vienna beziehungsweise die Admira durchsetzten. Erst 1935 konnte die Hütteldorfer wieder die beiden harten Konkurrenten hinter sich lassen und Meister werden. Matthias Kaburek wurde zudem in dieser Saison österreichischer Torschützenkönig mit 27 Treffern und durfte auch vier Spiele für das österreichische Nationalteam absolvieren. Er war zwar bereits für die Fußball-Weltmeisterschaft 1934 nominiert, wo die Österreicher das Halbfinale erreichten, kam jedoch selbst zu keinem Einsatz. Sein großes Manko war, dass auf derselben Position wie er der große „Star“ Matthias Sindelar im Nationalteam stürmte, der kaum abzulösen war. Er bestritt je zwei Spiele gegen die Schweiz sowie Italien, wobei er je ein Tor gegen die Eidgenossen erzielte.
1936 wechselte er nach Frankreich und trat für den Erstdivisionär FC Metz an. Obwohl er in seinen lediglich 18 Punktspielen 15 Treffer – und damit mehr als jeder andere Spieler der „Granatroten“ – erzielt hatte, liehen die Lothringer ihn zur Saison 1937/38 an die US du Bassin de Longwy aus. Aber auch bei diesem Klub war dem Österreicher kein Erfolg beschieden: die Lothringer belegten am Ende nur den letzten Platz in der Oststaffel der Division 2.

### Rückkehr nach Hütteldorf
Im Juni 1939 kehrte Matthias Kaburek zur Rapid zurück. 1940 und 1941 konnte er die Gauliga Ostmark mit den Hütteldorfern gewinnen und in weiterer Folge deutscher Meister 1941 werden. Er selbst stand allerdings nicht in der berühmten Finalmannschaft, die den FC Schalke 04 mit 4:3 schlug. Auf Grund des Fortschritts des Zweiten Weltkrieges kam Matthias Kaburek immer seltener zum Einsatz, erzielte allerdings in den meisten Kriegsaisonen mehr Tore als er Spiele bestritt.
Nach Kriegsende betätigte sich Kaburek als Trainer und zwar ab 1946 beim ASK Hollabrunn sowie 1947 beim SK Židenice in Brünn. 1949 übernahm er den Trainerposten beim ASK Patria Heidenreichstein. Er wurde am Wiener Zentralfriedhof bestattet.

## Stationen
- Vienna Cricket and Football-Club (1928)
- SK Rapid Wien (1928–1936)
- FC Metz (1936/37)
- USB Longwy (1937/38)
- SK Rapid Wien (1939–1944)

## Erfolge
- 1 × Mitropacupsieger: 1930
- 1 × Österreichischer Torschützenkönig: 1935
- 5 × Österreichischer Meister: 1929, 1930, 1935, 1940, 1941
- 2 × Österreichischer Vizemeister: 1933, 1934
- 1 × Deutscher Meister: 1941
- 2 × Österreichischer Cupfinalist: 1929, 1934

- 4 Länderspiele und 2 Tore für die österreichische Fußballnationalmannschaft von 1934 bis 1935
- 1 Länderspiel für die deutsche Fußballnationalmannschaft 1939

## Nachweise
1. ↑  Almanach du football éd. 1936/37. Paris 1937, S. 45
2. ↑  Mathias Kaburek in der Verstorbenensuche bei friedhoefewien.at

1912 Schwarz |
1913 Kuthan |
1914 Neumann |
1915 Deutsch |
1916 Kuthan |
1917 Bauer / Neubauer |
1918 Bauer |
1919 Uridil |
1920 Uridil / Winkler |
1921 Uridil |
1922 Kuthan |
1923 Swatosch |
1924 Wieser |
1925 Wieser |
1926 Wieser |
1927 Schall |
1928 Schall |
1929 Schall |
1930 Weselik |
1931 Schall |
1932 Schall |
1933 Binder |
1934 Bican |
1935 Kaburek |
1936 Hahnemann |
1937 Binder |
1938 Binder |
1939 Binder |
1940 Binder |
1941 Binder |
1942 Jelinek / Reitermaier |
1943 Kerbach |
1944 Decker |
1945 Fischer |
1946 Stojaspal |
1947 Stojaspal |
1948 Stojaspal |
1949 Habitzl |
1950 Decker |
1951 Dienst |
1952 Stojaspal |
1953 Dienst / Stojaspal |
1954 Dienst |
1955 Brousek |
1956 Buzek |
1957 Dienst |
1958 Horak |
1959 Hof |
1960 Cejka |
1961 Nemec |
1962 Nemec |
1963 Hof |
1964 Nemec |
1965 Gayer |
1966 Buzek |
1967 Starek |
1968 Bjerregaard |
1969 Köglberger |
1970 Kaltenbrunner |
1971 Kreuz |
1972 Riedl |
1973 Breuer |
1974 Krankl |
1975 Köglberger |
1976 Pirkner |
1977 Krankl |
1978 Krankl |
1979 Schachner |
1980 Schachner |
1981 Jurtin |
1982 Bakota |
1983 Krankl |
1984 Nyilasi |
1985 Polster |
1986 Polster |
1987 Polster |
1988 Stojadinović |
1989 Pacult |
1990 Rodax |
1991 Daněk |
1992 Westerthaler |
1993 Daněk |
1994 Jurčević / Pfeifenberger |
1995 Sané |
1996 Vastić |
1997 Wagner |
1998 Frigård |
1999 Glieder |
2000 Vastić |
2001 Gilewicz |
2002 Brunmayr |
2003 Lawarée |
2004 Kollmann |
2005 Mayrleb |
2006 Kuljić / Linz |
2007 Zickler |
2008 Zickler |
2009 Janko |
2010 Hofmann |
2011 Linz |
2012 Jantscher / Maierhofer |
2013 Hosiner |
2014 Soriano |
2015 Soriano |
2016 Soriano |
2017 Kayode |
2018 Dabbur |
2019 Dabbur |
2020 Weissman |
2021 Daka |
2022 Adeyemi |
2023 Burgstaller |
2024 Konaté |
2025 Ronivaldo
| Personendaten    | Personendaten                   |
| ---------------- | ------------------------------- |
| NAME             | Kaburek, Matthias               |
| KURZBESCHREIBUNG | österreichischer Fußballspieler |
| GEBURTSDATUM     | 9. Februar 1911                 |
| GEBURTSORT       | Wien, Österreich-Ungarn         |
| STERBEDATUM      | 17. Februar 1976                |